# Valentin (ours)
Pour les articles homonymes, voir Valentin.
Valentin (né en 2009 au Texas) est un ours noir dressé, connu pour se produire en spectacle lors de divers événements publics en France. L'ours participe également à des événements privés et apparaît dans plusieurs films, spots publicitaires et clips musicaux. L'activité de cet ours suscite une controverse régulière chez les militants du bien-être animal. Le dresseur de Valentin se nomme Frédéric Chesneau.

## Histoire
Les informations à propos de la naissance de l'ours Valentin sont contradictoires, en fonction des sources utilisées. Valentin est né en 2009.
D'après un article du Dauphiné daté de juin 2018, Valentin provient d'un parc zoologique du Texas, dans lequel il a été élevé au biberon.
Frédéric Chesneau affirme régulièrement au début de ses spectacles que sans lui, Valentin aurait risqué la mort. Selon son dresseur, étant donné que l'ours noir d'Amérique n'est pas une espèce menacée, ceux qui naissent dans certains zoos privés américains se retrouvent en vente libre. Ces oursons seraient vendus notamment à des sociétés de chasse en enclos, à des fermes à fourrure, ou bien à des fermes à ours chinoises. Il n'existe cependant aucun élément qui permettrait de prouver que Valentin ait été destiné à être tué avant que Chesneau ne l'acquière.
Valentin est un ours noir plus grand que la moyenne, mesurant 2,10 mètres pour un poids de 250 kg. Il se reconnait également à la petite tache claire qu'il porte au-dessus du coin de chaque œil, ainsi qu'à la tache en forme de croissant sur son poitrail[réf. nécessaire].
Son nom provient de sa date de naissance : le 14 février, jour de la saint-Valentin.

## Conditions de vie

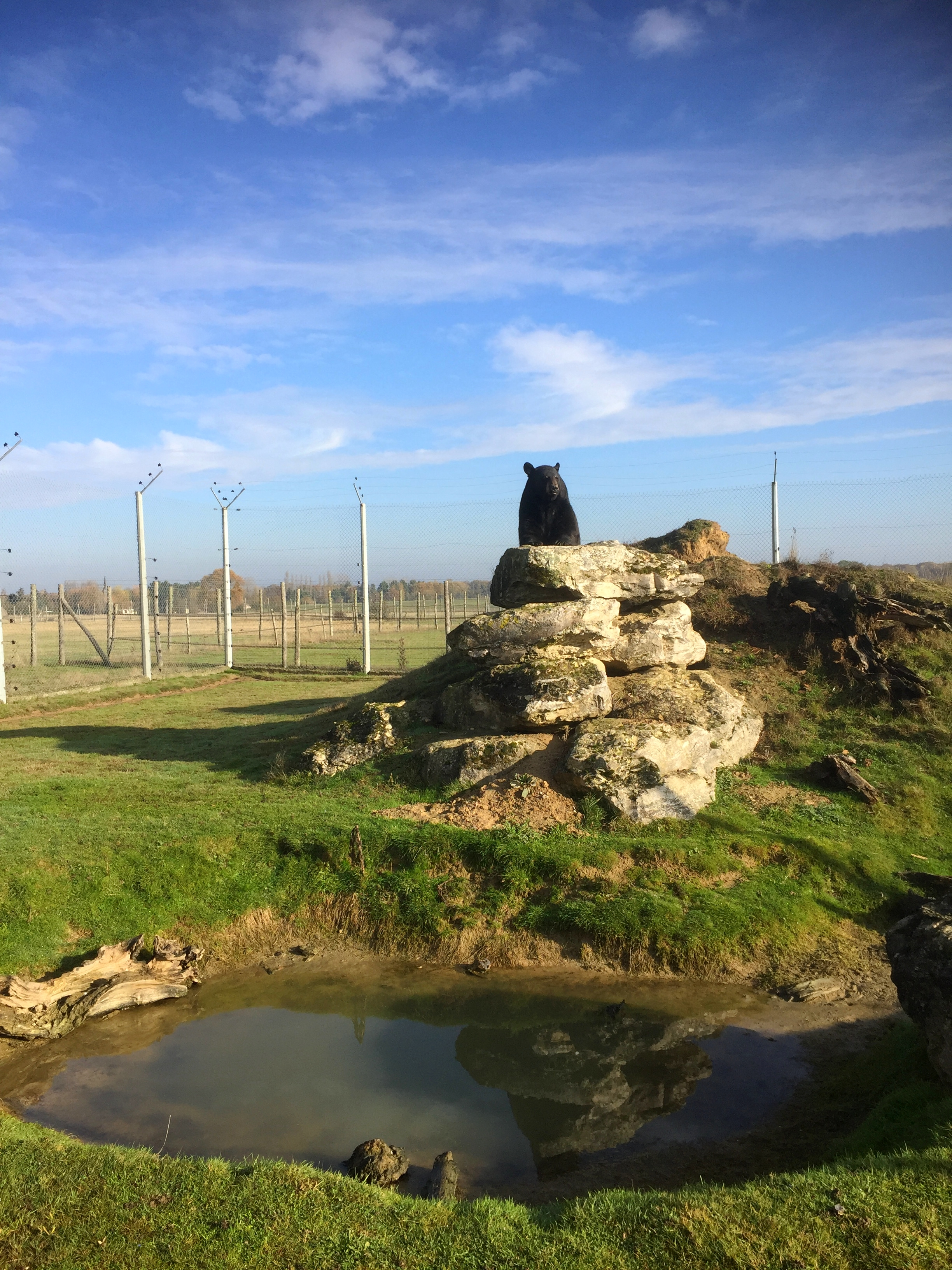
L'enclos de Valentin.

Valentin travaille principalement au printemps et en été pour un maximum de 50 jours par an (limite imposée par la loi).
Pour ses déplacements, Valentin voyage dans une remorque agréée par les services vétérinaires. Celle-ci est pourvue d'un climatiseur pour protéger l'ours d'éventuelles vagues de chaleurs.
Par contre, l'ours n'est pas muselé, il n'a pas de collier électrique et ni ses dents ni ses griffes ne sont coupées.

## Un refuge financé par les spectacles

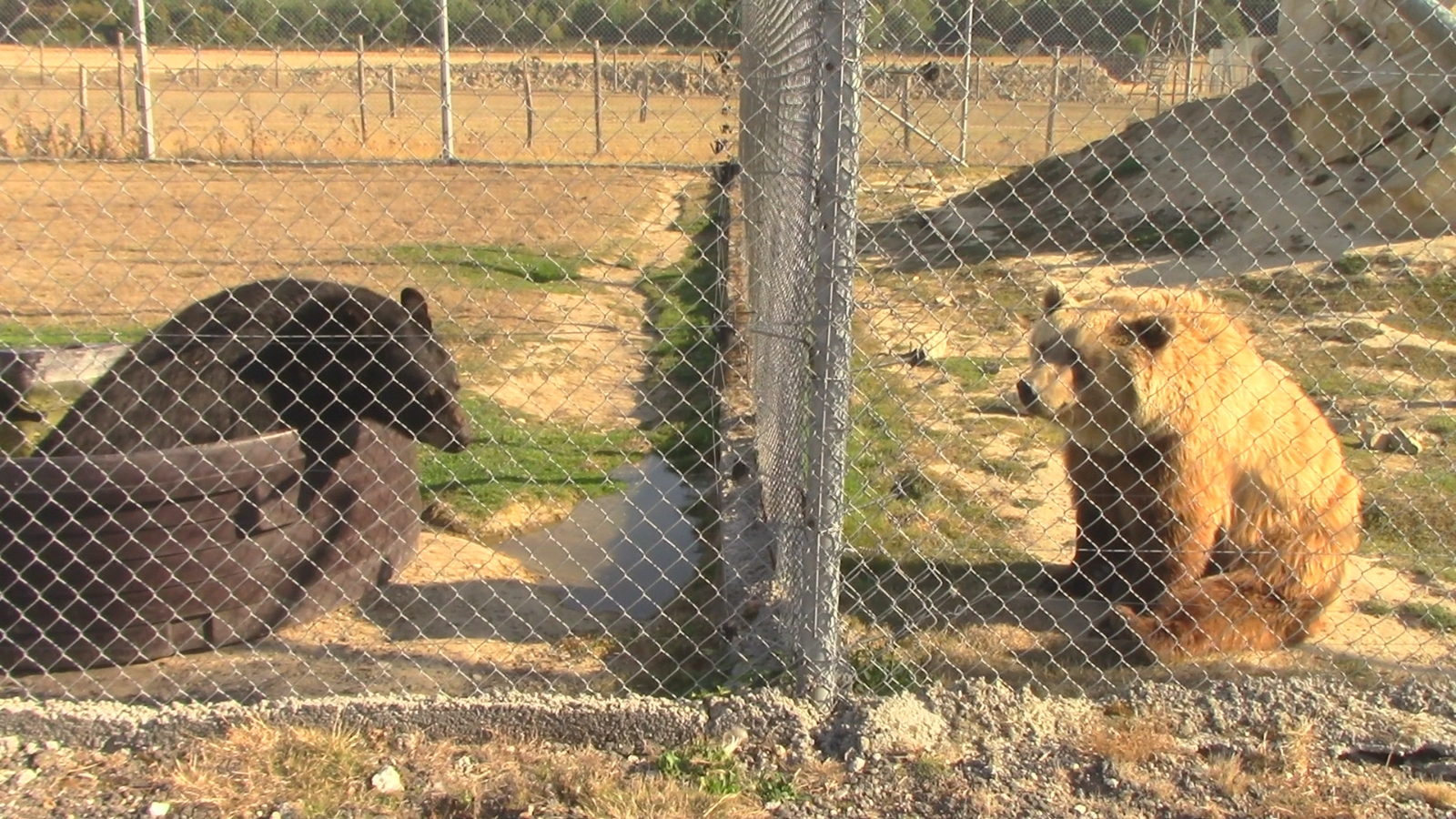
Valentin et Lucien dans leurs enclos respectifs.

Si les spectacles de Valentin permettent de financer l'entretien de l'ours lui même (nourriture, soins vétérinaires, etc.), ils permettent aussi de contribuer en grande partie au financement du refuge de son dresseur Frédéric Chesneau.
Il s'agit d'un refuge privé de 9 hectares ne bénéficiant d'aucunes subventions, dons ou legs et s'occupant d'environ 150 animaux recueillis lors de saisies douanières ou à la suite de maltraitances.
Depuis son ouverture, ce refuge s'est occupé d'un total de 5 ours dont certains ont également été dressés. La plus connue étant Julia, femelle grizzly née en 2000 et prédécesseur de Valentin. Elle est désormais à la retraite et loge au refuge de l'arche ASBL en Belgique aux frais de son ancien dresseur.
Le refuge s'occupe aussi de Lucien, un ours brun né dans un cirque espagnol en 2013. Ayant souffert d'un manque de nourriture, cet ours a eu besoin d'énormes moyens médicaux pour être soignés. Lucien ne présente pas de spectacles mais contribue lui aussi, dans une moindre mesure, au financement du refuge de Fréderic Chesneau, notamment grâce au cinéma. Il loge désormais dans un enclos voisin à celui de Valentin.

## Polémique
Plusieurs associations de protection des animaux tentent de faire interdire les spectacles de Valentin, la principale d'entre elles est AVES France, une association spécialisée dans la lutte contre les spectacles avec des loups ou des ours. Selon eux, ces spectacles sont immoraux même s'ils restent légaux en France. Les ours étant des animaux discrets et solitaires qui fuient le contact avec les hommes, ils n'auraient pas leur place dans une fête médiévale. Pour le cas particulier de Valentin, AVES France déplore qu'il n'ait pas un comportement habituel et ne mène pas une vie d'ours. AVES France critique aussi le nombre de kilomètres parcourus par l'animal tous les ans. Selon eux, Valentin aurait parcouru 17 000 km en 2018. Toujours selon AVES France, lors d'un spectacle de Valentin dans la ville de Châteaudun, le dresseur aurait fait travailler son ours sous une température qui frôlait les 45 degrés. Enfin, AVES France critique également la version officielle de l'histoire de Valentin. S'il semble bien né en 2009, son propriétaire Frédéric Chesneau affirme régulièrement lors de ses spectacles qu'il provient d'une lignée née aux États-Unis, devant servir de gibier aux chasseurs.
Pour la plupart des spectacles de Valentin, AVES France fait circuler une pétition, tout en envoyant des courriers aux différentes mairies accueillant l'ours (300 mails reçus en deux jours par la mairie de Lusignan). Une pétition d'AVES France recueille durant l'été 2019 environ 65 000 signatures contre la venue de Valentin à Champlitte, ; une autre s'oppose à son spectacle à Monflanquin,. Un score en forte hausse par rapport à l'année précédente. En 2018, un journaliste parle d'une pétition contre la venue de Valentin à Briançon, évoquant un nombre de signature « de plus en plus nombreux ». Cette pétition n'aura finalement accumulé qu'un total de 1 099 signatures.
D'autres associations luttent ponctuellement contre les spectacles de Valentin. En janvier 2017, une lettre ouverte de la Fondation Brigitte-Bardot conduit à l'annulation de son spectacle à Bourg-Saint-Maurice. En juillet 2017, une pétition dénonce la présence de l'ours aux médiévales du Bosc. Le spectacle prévu à Gif-sur-Yvette en décembre 2017 est annulé sous la pression d'associations.
Le 18 juillet 2019, une manifestation de l'association Paris Animaux Zoopolis pousse le maire de Ferrières-en-Gâtinais à prendre un arrêté interdisant la venue de l'ours Valentin à l'occasion du spectacle des nocturnes prévu le 20 juillet. Selon lui, la présence simultanée de manifestants pour et contre la venue de l'ours risquerait de compromettre la sécurité de l'événement. Le lendemain, Frédéric Chesneau dépose un recours en référé et parvient à faire annuler l'arrêté du maire. Le spectacle de Valentin a donc eu lieu normalement. Le 21 juillet 2019, l'association Libération animale 86 organise (en association avec AVES France et Paris Zoopolis) une autre manifestation pour protester contre le spectacle « cruel » de Valentin organisé à Lusignan, expliquant qu'il est choquant que l'ours soit récompensé par des chamallows qui seraient selon eux mauvais pour sa santé. De plus, pour eux, la position assise n'est pas naturelle pour un animal qui ne se déplace qu'à 4 pattes et ne peut avoir été enseigné à l'ours qu'à l'issue d'un dressage violent.
AVES France et Paris Animaux Zoopolis font circuler une nouvelle pétition qui recueille 34 000 signatures, pour empêcher le spectacle de Valentin à Thônes le 21 août 2019,. Le jour du spectacle, seuls une douzaine de manifestants sont présents, ce que le journaliste Alixan Lavorel qualifie de « mobilisation fantomatique »,.
En mai 2019, une proposition de loi vise l’interdiction de tout spectacle itinérant ou fixe ayant recours à des ours ou des loups incluant le témoignage du dresseur Vladimir Deriabkine, dompteur d’ours et la Fédération des vétérinaires d’Europe compte tenu de l’impossibilité absolue de répondre de façon adéquate à leurs besoins physiologiques, mentaux et sociaux. La loi du 30 novembre 2021 visant à lutter contre la maltraitance animale et conforter le lien entre les animaux et les hommes prévoit l’interdiction de ces spectacles dans un délai de 2 ans, qui par conséquent devient interdite à partir de 2023.

## Procédures judiciaires
À la suite de la polémique sur les spectacles de l'ours Valentin, Frédéric Chesneau a déposé 3 plaintes à l'encontre de l'association AVES France pour harcèlement, menaces de mort réitérées et diffamation. La 1e date de septembre 2018.
Le dresseur explique que son métier est totalement légal et qu'il n'a jamais été accusé de maltraitance devant un tribunal. De plus, à la suite des actions de l'association, il subit 1 contrôle des services vétérinaires par semaine et le résultat de chacun d'entre eux est positif. Malgré cela, chaque spectacle de Valentin est cible de pétitions et de manifestations. Le dresseur n'hésite d'ailleurs pas à parler de malhonnêteté et de mensonges, indiquant que contrairement à ce qu'avance AVES France, il ne maltraite pas son ours.
Le dresseur accuse AVES France de chercher à apitoyer un maximum de personnes sans fournir de preuves. Il pointe notamment du doigt certains chiffres "fantaisistes" d'Aves France, tel que les 17 000 km parcourus par Valentin en 2018. Le dresseur parle plutôt de 14 000 km, se basant sur des rapports vétérinaires officiels. Le dresseur conteste aussi l'accusation d'AVES France qui dit qu'il aurait fait travailler son ours sous 45 °C à Chateaudun. Selon lui, la température dépassait à peine les 30 °C ce jour-là.
De son côté, AVES France juge ces plaintes "absurdes et abusives". Selon eux, l'association ne se focalise pas sur le dresseur mais sur les spectacles d'ours et de loups. Frédéric Chesneau étant le seul dresseur d'ours à en organiser de manière régulière, il est normal qu'il se sente directement visé. Selon le site internet qui liste les actions d'AVES France en 2019, ces dernières concernent 35 jours de travail de l'ours Valentin et de Fréderic Chesneau contre seulement 2 pour l'ours Shadow de Jean-Philippe Roman ainsi que pour les loups de Sylvie Pujol.

## La fin de la polémique
Si en 2019, les polémiques ciblant Valentin se comptaient par dizaines, celles ci se sont beaucoup raréfiées par la suite avec une seule polémique pour toute l'année 2020. En effet, plusieurs associations animalistes ont critiqué l'apparition de Valentin dans un clip musical tourné en forêt en compagnie de la chanteuse Wejdene. PETA France estime que l'ours est dressé par la menace, la privation et les coups alors que la Fondation Assistance Aux Animaux parle de « banalisation de la maltraitance animale ».

## Activités et renommée
L'ours Valentin apparaît dans le film français Les Kaïra, et dans un spot publicitaire avec Teddy Riner. Sa page Facebook officielle comptait 7 200 fans en décembre 2016
Valentin est l'un des ours de spectacle les plus connus de France.